# Parque nacional Ruta del Topacio
Ruta del Topacio es un parque nacional en Queensland (Australia), ubicado a 1348 km al noroeste de Brisbane.

## Datos
- Área: 0,38 km²
- Coordenadas: 17°24′00″S 145°41′59″E / -17.40000, 145.69972
- Fecha de Creación: 1977
- Administración: Servicio para la Vida Salvaje de Queensland
- Categoría IUCN: II